# Villalba (municipalité)
Pour les articles homonymes, voir Villalba.
Villalba est l'une des onze municipalités de l'État de Nueva Esparta au Venezuela. Elle occupe la totalité de l'île de Coche. Son chef-lieu est San Pedro de Coche. En 2011, la population s'élève à 8 985 habitants.

## Géographie

### Subdivisions
La municipalité possède une seule paroisse civile et une parroquia capital, traduite ici par « capitale » (en italiques et suivie d'une astérisque) avec, chacune à sa tête, une capitale (entre parenthèses) :
- Capitale Villalba * (San Pedro de Coche) ;
- Vicente Fuentes (Güinima).